# The Bothy Band (album)
The Bothy Band è il primo album del gruppo di folk tradizionale irlandese dei The Bothy Band, pubblicato dalla Mulligan Records (ed anche dalla Polydor Records) nel 1975.

## Tracce
Tutti brani tradizionali con arrangiamenti della The Bothy Band 
Lato A
1. Medley – 5:00
2. Medley – 2:56
3. Do You Love an Apple – 3:49
4. Julia Delaney – 2:28
5. Medley – 2:57
6. Is Trua Nach Bhfuil Mé in Éirinn – 4:14
7. Medley – 3:42

Lato B
1. Medley – 2:06
2. Medley – 2:36
3. Medley – 3:39
4. Medley – 2:22
5. Medley – 2:12
6. The Butterfly – 2:42
7. Medley – 3:39

## Musicisti
- Matt Molloy - flauto, fischietto (whistle)
- Tommy Peoples - fiddle
- Paddy Keenan - cornamuse (uillean pipes), fischietto (whistle)
- Donal Lunny - bouzouki, voce
- Triona Ni Dhomhnaill - clavicembalo, bodhrán, voce
- Micheál Ó Domhnaill - chitarra, voce[1]